# 平面図

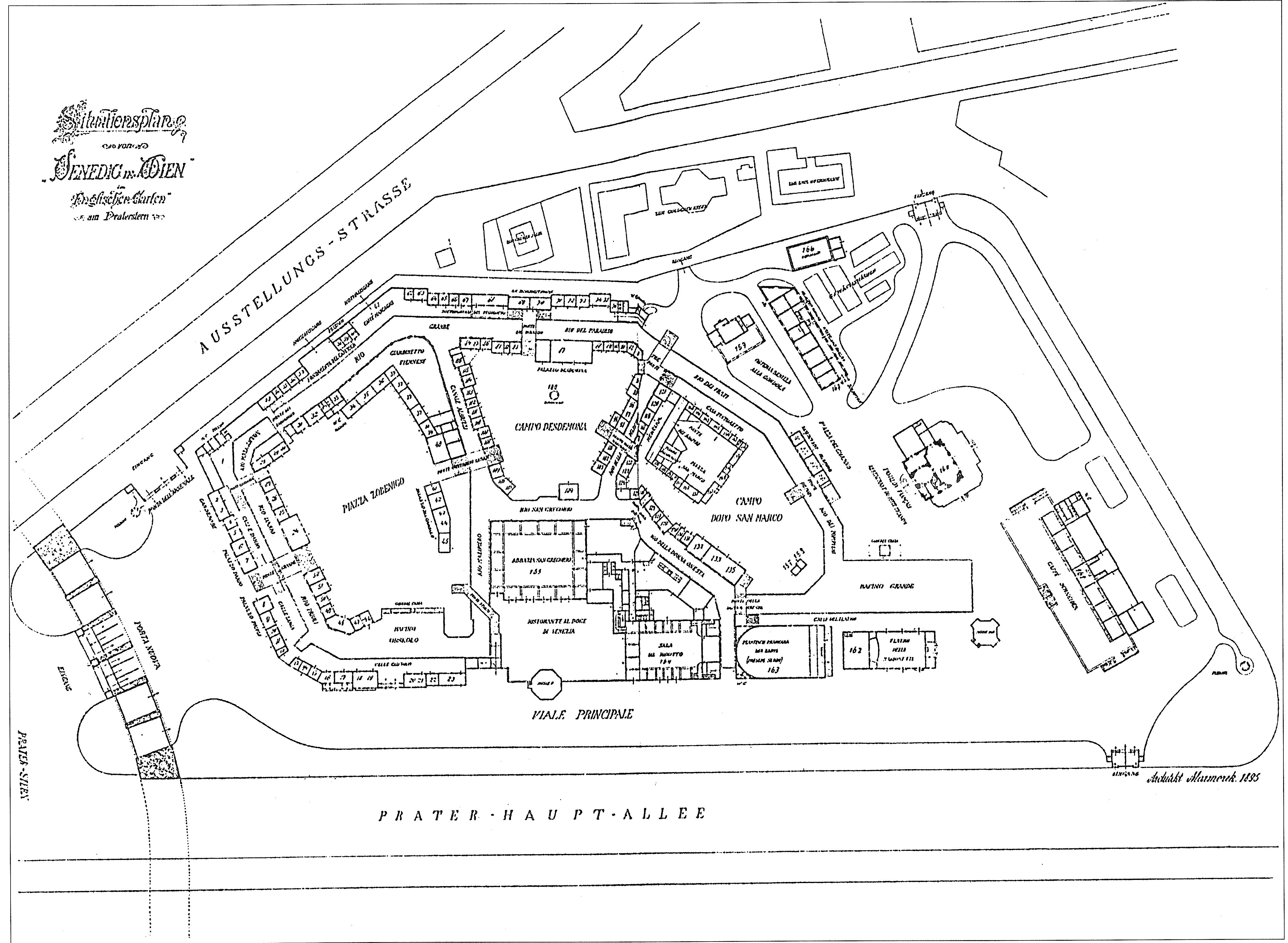
平面図

平面図（へいめんず）とは、建設、エンジニアリング、および/または造園･ランドスケープ分野などの設計図面で既存のまたは提案されたプロジェクトサイトの建物、ユーティリティの実行、機器のレイアウト、道路など公共設計施設の位置、その他の構造などを、定義済みの縮尺で示した図面。プロットプランという場合敷地計画･サイトプランとも呼ばれ、プロットプランは「トップダウン」向き。 
表示されている特定のオブジェクトとの関係は、プロットプランを作成する目的によって異なり、通常は次のものが含まれる：グレーディング、ランドスケープ、基礎工学、公益事業など多数。
特定の設計分野の計画は複雑なプロジェクト文書の一部にすることができる。
建築では以下のようなプロパティの主要フィーチャーと構造をすべて表示：ポーチ、デッキ、小屋、プールなど多数。 